# Stefano Accorsi
Pour les articles homonymes, voir Accorsi.
Stefano Accorsi est un acteur italien né le 2 mars 1971 à Bologne.

## Biographie
Diplômé de l'école de théâtre de Bologne, Stefano Accorsi fait ses armes d'acteur de cinéma sous la direction de Pupi Avati et Carlo Mazzacurati. Jouant les ados rebelles dans Jack Frusciante, le jeune comédien travaille également avec Nanni Moretti et Maria de Medeiros.
C'est le succès de Juste un baiser en 2002 qui le fait véritablement connaître hors des frontières de l'Italie. Figurant au générique de films comme Romanzo criminale (2005) ou Les Brigades du Tigre (2006), Stefano Accorsi n'en oublie pas pour autant de cultiver son image d'éternel romantique comme le prouvent ses prestations dans Une romance italienne (2005) et Un baiser, s'il vous plaît ! (2007). En 2006, il trouve, grâce à la réalisatrice Julie Gavras, l'un de ses plus beaux rôles, celui d'un père converti au communisme dans La Faute à Fidel !, et donne, l'année suivante, la réplique à sa compagne à la ville Laetitia Casta dans le film d'aventure La Jeune Fille et les Loups. Il interprète le rôle d'Alessandro dans Tous les soleils de Philippe Claudel en mars 2011.
En 2017, il reçoit le prix du meilleur acteur pour sa prestation dans Veloce come il vento (Rapide comme le vent) lors de la cérémonie des David di Donatello.
En 2021, il participe à la deuxième saison de la version italienne de Celebrity Hunted.

### Vie privée
Il a partagé la vie de l'actrice et mannequin Laetitia Casta pendant 10 ans. Le couple a eu deux enfants : Orlando, né le 21 septembre 2006, et Athena, née le 30 août 2009.
Depuis 2013, il vit avec Bianca Vitali, top-modèle italien, qu'il a épousée le 25 novembre 2015. Le couple a deux fils : Lorenzo, né le 21 avril 2017, et Alberto, né le 29 août 2020.

### Décoration
- 2014 :  Chevalier de l'ordre des Arts et des Lettres[2]

## Filmographie partielle

### Cinéma
- 1992 : Fratelli e sorelle de Pupi Avati
- 1996 : La mia generazione de Wilma Labate
- 1996 : Jack Frusciante è uscito dal gruppo de Enza Negroni
- 1999 : Un uomo perbene de Maurizio Zaccaro
- 2001 : Capitaines d'avril (Capitães de abril) de Maria de Medeiros
- 2001 : La Chambre du fils (La Stanza del figlio) de Nanni Moretti
- 2001 : Santa Maradona de Marco Ponti
- 2001 : Tabloid de David Blair
- 2002 : Tableau de famille (Le Fate ignoranti) de Ferzan Ozpetek
- 2002 : Juste un baiser (L'Ultimo bacio) de Gabriele Muccino
- 2002 : Un viaggio chiamato amore de Michele Placido
- 2005 : Une romance italienne (L'Amore ritrovato) de Carlo Mazzacurati
- 2005 : Provincia meccanica de Stefano Mordini
- 2006 : Les Brigades du Tigre de Jérôme Cornuau
- 2006 : Romanzo criminale de Michele Placido
- 2006 : La Faute à Fidel ! de Julie Gavras
- 2007 : Les Deux mondes de Daniel Cohen
- 2007 : Un baiser, s'il vous plaît ! d'Emmanuel Mouret
- 2008 : Baby Blues de Diane Bertrand
- 2008 : La Jeune Fille et les Loups de Gilles Legrand
- 2008 : Saturno contro de Ferzan Ozpetek
- 2008 : Made in Italy de Stéphane Giusti
- 2010 : Encore un baiser (Baciami ancora), de Gabriele Muccino
- 2010 : Nous trois de Renaud Bertrand
- 2011 : Tous les soleils de Philippe Claudel
- 2013 : Je voyage seule (Viaggio sola), de Maria Sole Tognazzi : Andrea
- 2013 : L'arbitro (it) de Paolo Zucca (it)
- 2014 : La nostra terra de Giulio Manfredonia
- 2016 : Veloce come il vento de Matteo Rovere (David di Donatello 2017 : Meilleur acteur)
- 2017 : Fortunata de Sergio Castellitto
- 2018 : Une famille italienne (A casa tutti bene) de Gabriele Muccino
- 2018 : Made in Italy de Luciano Ligabue
- 2019 : Pour toujours (La dea fortuna) de Ferzan Özpetek
- 2019 : Le Défi du champion de Leonardo D'Agostini
- 2020 : Lasciami andare de Stefano Mordini
- 2021 : Marylin a les yeux noirs (Marilyn ha gli occhi neri) de Simone Godano

### Télévision
- 1999 : Aimer à tout prix (Più leggero non basta) d'Elisabetta Lodoli
- 2002 : Le Jeune Casanova (Il Giovane Casanova) (TV) de Giacomo Battiato
- 2012 : Mafiosa, le clan (saison 4) de Pierre Lecci
- 2015 - 2019 : 1992 d'Alessandro Fabbri, Ludovica Rampoldi et Stefano Sardo
- 2016 : The Young Pope de Paolo Sorrentino
- 2019 : The New Pope de Paolo Sorrentino

## Théâtre
- 2008 : Il dubbio de John Patrick Shanley, mise en scène Sergio Castellitto